# Daniel K. Winn
Daniel K. Winn (sinh ngày 19 tháng 6 năm 1966) là họa sĩ, nhà điêu khắc, nhà quản lý tổ chức triển lãm và nhà từ thiện người Mỹ gốc Việt.

## Thân thế và học vấn
Winn chào đời tại Biên Hòa, Việt Nam Cộng hòa và sống ở đó cho đến tháng 4 năm 1975 khi Sài Gòn rơi vào tay cộng sản đã khiến gia đình anh phải bỏ trốn sang California nước Mỹ theo diện dân tị nạn. Cả nhà sau cùng chọn định cư ở Vùng Đại Los Angeles, chính tại đây mà Winn nhập học Đại học California, Irvine rồi thi đậu lấy bằng Cử nhân Khoa học. Anh bắt đầu học nghề y tại Trường Y khoa Đại học California, Irvine với mục tiêu tập trung vào phẫu thuật tái tạo nhưng về sau bỏ nghề này nhằm theo đuổi sự nghiệp làm nghệ thuật.

## Sự nghiệp làm nghệ thuật
Sau khi rời trường y, Winn bắt đầu sản xuất tranh và tác phẩm điêu khắc, đồng thời mở một cửa hàng và phòng tranh nhỏ ở Nam California. Đến năm 1997, Winn sở hữu các phòng trưng bày tranh ở Newport Beach và Laguna Beach. Cùng năm đó, anh thành lập nhà xuất bản Masterpiece Publishing và dành 20 năm tiếp theo làm cố vấn và khuyến khích giới nghệ sĩ, rồi còn đứng ra làm quản lý tổ chức các cuộc triển lãm trên khắp Bắc Mỹ và Trung Quốc. Trong thời gian này, Winn tiếp tục cải tiến phong cách của riêng mình. Các tác phẩm điêu khắc và tranh vẽ của Winn đều được đem ra triển lãm tại Mỹ, Tây Ban Nha, Trung Quốc và Việt Nam.
Giới phê bình nghệ thuật thường đem tác phẩm của Winn ra so sánh với tác phẩm của Salvador Dalí. Năm 2019, Bảo tàng Nghệ thuật Thượng Hải đã tổ chức một cuộc triển lãm chung giới thiệu các tác phẩm của Winn và Dalí.
Winn từng quyên góp được hơn 2 triệu đô la cho các tổ chức từ thiện ở Mỹ và châu Á. Năm 2018, Hoàng thân Waldemar xứ Schaumburg-Lippe đã phong tước hiệp sĩ cho Winn nhằm ghi nhận thành tích làm từ thiện của anh.
Năm 2021, Winn được ủy nhiệm tạo ra năm tượng vàng nhỏ giải thưởng mới dành cho Liên hoan phim Thế giới châu Á bao gồm Giải thưởng Snow Leopard, Giải thưởng Chữ Thập Đỏ Tiffany Ladies Circle Courage to Dream, Giải thưởng Nhà hảo tâm, Giải thưởng Nhân đạo Winn-Slavin và Giải thưởng One Heart.

## Triển lãm
- Art Miami-Context 2021
- Red Dot Miami, 2016
- La Art Show, 2017
- Art Marbella, 2017[7]
- Hội chợ Nghệ thuật Đương đại Thượng Hải, 2017[8]
- Phòng trưng bày Jane Kahan, 2017
- Intersect Palm Springs, 2017
- Bảo tàng Nghệ thuật Coral Springs, 2018[9]
- Bảo tàng Nghệ thuật Thượng Hải, 2019, 2020

## Giải thưởng
- 2009 Doanh nhân Quận Cam của Năm thuộc Hiệp hội Doanh nghiệp Châu Á.
- 2014 Người nhận Nghị quyết Thượng viện California với tư cách là Nhà xuất bản Nghệ thuật Đương đại.
- 2019 Huy chương Vàng Quốc tế Tác phẩm Điêu khắc Xuất sắc nhất. Học viện Nghệ thuật Grand Jury de Mondial.[10]
- 2020 Huy chương Vàng Quốc tế Tác phẩm Hội họa Xuất sắc nhất. Học viện Nghệ thuật Grand Jury de Mondial.[11]
- 2020 Huy chương Bạc Quốc tế Tác phẩm Điêu khắc Xuất sắc nhất. Học viện Nghệ thuật Grand Jury de Mondial.[12]